# Fernando Primo de Rivera y Orbaneja
Fernando Primo de Rivera y Orbaneja (Jerez de la Frontera, 30 luglio 1879 – Monte Arruit, 6 agosto 1921) è stato un ufficiale e militare spagnolo, decorato, insieme all'intero Regimiento de Cazadores de Alcántara, con la Croce Laureata dell'Ordine di San Ferdinando per essersi distinto nel corso della ritirata verso Monte Arruit durante la battaglia di Annual del 1921. Sposato con María Cobo de Guzmán y Moreno, la coppia ebbe tre figli: Miguel, Inés e Dolores Primo de Rivera y Cobo de Guzmán. Suo zio era il generale Fernando Primo de Rivera, capitano generale dell'esercito, marchese di Estella e due volte decorato con la Gran Croce dell'Ordine Reale e Militare di San Ferdinando. Era fratello del generale Miguel Primo de Rivera y Orbaneja e zio del fondatore della Falange Española de las JONS José Antonio Primo de Rivera.

## Biografia
Nacque a Jerez de la Frontera, Cadice, il 30 luglio 1879, nono degli undici figli di Miguel Primo de Rivera y Sobremonte e di Inés Orbaneja y Pérez de Grandallana. Completò gli studi primari presso la scuola San Luis Gonzaga situata in Plaza del Carmen, diretta dal maestro Luis Pérez Jurado, e quelli secondari all'Istituto di Istruzione Secondaria, dove conseguì il diploma. Nel giugno 1896 iniziò a frequentare l'Accademia di Fanteria di Toledo, venendo promosso sottotenente nel 1897 e assegnato al Batallón de Cazadores de Segorbe, ma pochi giorni dopo entrò nell'Accademia di Cavalleria, dove aveva ottenuto l'ingresso dopo gli studi regolamentari. Nel dicembre 1898 ricevette per la seconda volta il grado di sottotenente, questa volta nell'Arma di Cavalleria, dove rimase sino alla morte, distinguendosi anche come maestro di equitazione e di scherma.
Negli anni successivi prestò servizio successivamente nel Reggimenti Cacciatori di Vitoria e nei Lancieri di Villaviciosa, finché nel maggio 1902 fu nominato aiutante di campo del generale Fernando Álvarez de Sotomayor y Flores. Promosso tenente nel 1903, fu assegnato al Reggimento Lancieri del Principe, entrando poi come allievo presso la Scuola di Cavalleria di Saumur (Francia), dove rimase per due anni. Al suo ritorno in Spagna fu assegnato come insegnante alla Scuola di Equitazione Militare di Madrid, dove rimase fino alla sua promozione a capitano nel gennaio 1912, per poi essere trasferito al Reggimento Taxdirt, a Melilla, dove assunse il comando del 2° Squadrone. Da allora partecipò a numerosi combattimenti, distinguendosi tanto da essere insignito in quell'anno della Croce dell'Ordine militare di Maria Cristina e ottenendo la promozione a comandante per meriti di guerra nel combattimento combattuto il 15 maggio a Ulad Garen. Tornò poi ad insegnare alla Scuola di Equitazione di Madrid, dove rimase fino alla promozione a tenente colonnello, avvenuta nel 1919, messo a disposizione come addetto alla Scuola fino alla fine del corso. Fu quindi nominato capo del Deposito Stud della 1ª Regione Militare, carica che mantenne fino al gennaio 1920, quando poté ritornare in Marocco, assegnato al Regimiento de Cazadores de Alcántara n. 14 come vicecomandante.

### Guerra del Rif: il disastro di Annual
Una volta iniziate le operazioni per occupare una serie di posizioni che permettessero di dominare la baia di Al Hoceima, si sarebbe stabilita una linea avanzata che copriva debolmente un fronte di oltre cinquanta chilometri. Nel mese di maggio prese parte all'occupazione di Haman, Auestia, Dar Drius, Tamasurit, Chaif, Ari-Kert e Carra-Midar. In giugno prese in carico il distaccamento del monte Arruit, in agosto partecipò all'occupazione di Hamuda, Tafersit e Azib Midar, il mese successivo a quella di Izen Lasen e Buhafora e in dicembre a quella di Ben-Tieb, Dar-Salah, Aixdir, Tugunt e altri paesi.
Trascorse il mese di gennaio 1921 a Melilla, passando a febbraio al posto avanzato di Segangán, di cui si occupò, ritornando a Melilla a marzo. Un mese dopo si trasferì a Valladolid per assistere agli eventi ai quali la regina Vittoria Eugenia avrebbe dovuto partecipare, essendo stata nominata "colonnello onorario" del Reggimento "Victoria Eugenia", e per porre la prima pietra dei nuovi edifici dell'Accademia di Cavalleria.
Nel maggio 1921 iniziarono gli attacchi dei ribelli riffani alla linea delle posizioni spagnole. I ribelli conquistarono il Monte Abarrán il 2 giugno e attaccarono Sidi Dris il giorno successivo. Mentre ciò accadeva, egli trascorse l'intero mese di giugno a Segangán, marciando il 2 luglio verso Dar Drius e assistendo i giorni successivi nella presa delle posizioni A e B di Igueriben.
Il 20 luglio assunse il comando del reggimento a Dar Drius e il giorno dopo cadde nelle mani dei ribelli Igueriben, causando il ritiro delle truppe spagnole, effettuato in modo disordinato e che avrebbe causato il crollo dell'intero fronte.
Il 22 luglio 1921 egli fece schierare i cinque squadroni del reggimento, quattro di sciabole e uno di mitragliatrici (in totale 22 ufficiali e 439 soldati) dietro Izumar. Il comandante del reggimento, colonnello Francisco Manella Corrales, aveva assunto da tre giorni il comando della circoscrizione di Annual.
Il 23 luglio 1921, ottemperando agli ordini ricevuti, alla testa del suo 2º squadrone, due sezioni del 4º e una del 1º del Reggimento Alcántara, con un totale di 192 cavalieri, protesse la ritirata da Chaif verso Dar Drius. Durante le fasi della ritirata, il reggimento  attaccò ripetutamente i ribelli, subendo pesanti perdite. Per questo fatto fu proposto per la concessione della Croce Laureata dell'Ordine di San Ferdinando, che gli fu assegnata postuma nel 1923.
In quello stesso giorno gli fu dato l'ordine di proteggere la ritirata da Dar Drius a Batel (Tistutín), durante la quale lanciò ancora una volta coraggiose cariche contro i Riffani, che portarono quasi all'annientamento del reggimento. Le cariche effettuate durante l'attraversamento del fiume Igan furono molto dure e alla fine dovettero essere effettuate  a piedi perché era andata persa la maggior parte dei cavalli. Alla testa degli squadroni del suo reggimento protesse le successive ritirate delle forze di Annual verso Batel e Monte Arruit, attaccando alla testa dei suoi cavalieri. 
Dei 671 uomini che componevano il reggimento, 67 arrivarono incolumi a Monte Arruit, alla cui difesa poi contribuì egli stesso. Morì a Monte Arruit il 6 agosto 1921, in seguito alla ferita provocata da un colpo di granata dell'artiglieria nemica che gli aveva colpito il braccio destro mentre osservava dal parapetto il fuoco dei cannoni. A causa di questa ferita, il capitano medico Teófilo Rebollar Rodríguez dovette amputargli il braccio senza anestesia, a causa delle limitate risorse disponibili in quella posizione. Morì poco tempo dopo di gangrena.
Fino alla riconquista spagnola di Monte Arruit, avvenuta il 24 ottobre, i suoi resti non poterono essere rimossi dal luogo in cui erano stati sepolti dai suoi stessi soldati e furono poi inumati nel cimitero di Melilla, dove rimasero fino alla riesumazione avvenuta l'11 novembre 1923.  Quel giorno furono imbarcati sul piroscafo Puchol e portati a Malaga, nel cui municipio fu installata la cappella funeraria. Trasferiti in treno a Madrid, arrivarono alla stazione di Atocha il giorno 14 e furono collocati nella rotonda omonima, dove una brigata mista, al comando del generale Miguel Cabanellas Ferrer, rese loro gli onori militari, dopodiché  re Alfonso XIII pose la Croce laureata di San Ferdinando, che gli era stata conferita due giorni prima, sulla bara. Dopo l'omelia tenuta dal Patriarca delle Indie, il corteo, presieduto dal re, camminò a piedi lungo il Paseo del Prado fino alla Calle Mayor, da dove in auto si trasferì al cimitero di San Isidoro per ricevere una nuova sepoltura nella nicchia familiare, nella quale l'Arma di Cavalleria aveva innalzato un monumento, opera di Mariano Benlliure.
Il Reggimento di Alcántara ricevette la Croce dell'Ordine di San Ferdinando novant'anni più tardi, dal governo di Mariano Rajoy, e la sua impresa fu immortalata da Mariano Benlliure in un gruppo scultoreo che rappresenta quattro cavalieri del reggimento appartenenti a epoche diverse e a quella della battaglia di Annual. Il 25 giugno 1931 detto monumento venne inaugurato all'ingresso dell'Accademia di Cavalleria di Valladolid. Lo stesso scultore fu autore di una sua statua, che si trovava ad Alcalá de Henares, all'ingresso della Caserma Primo de Rivera.

### Annotazioni
1. ↑  Il colonnello Manella, difendendo la retroguardia delle sue colonne, quasi allo sbando, muore abbattuto sulle pendici dell'Izumar.

### Fonti
1. 1 2 3 4 5 6 7 8 9 10 11 12 13 14 15 16 17 18 19 20 21 22 23 24 25  Real Academia de la Historia.
2. 1 2 3 4 5 6 7 8 9 10 11 12  Historia Hispanica.
3. 1 2 3 4 5  Diario de Jerez.